# 결혼해주세요
《결혼해주세요》는 2010년 6월 19일부터 2010년 12월 26일까지 방영한 KBS 2TV 주말 드라마이다.

## 기획 의도
각기 다른 삶을 살아가고 있는 우리 시대 대표적인 네 커플의 결혼 이야기를 그린 드라마

## 등장 인물

### 종대 인물
- 백일섭 : 김종대 역

3남매의 가부장적 아버지. 오순옥과의 사이에서 2남 1녀를 두고 있다.
- 고두심 : 오순옥 역

종대의 아내. 3남매의 어머니.
- 이종혁 : 김태호 역

종대의 큰 아들. 정임의 남편.
- 김지영 : 남정임 역

태호의 아내. 큰며느리.
- 오윤아 : 김연호 역

종대의 딸. 초등학교 선생님.
- 성혁 : 김강호 역

종대의 둘째 아들. 백수였으며 결혼 후 아내 다혜를 돌보기 위해 족발집에 취직함.
- 장정희 : 김종남 역

김종대의 여동생. 3남매의 고모.
- 김성환 : 공수창 역

김종대의 친구.

### 정임 인물
- 장용 : 남기남 역

정임의 친정아버지. 개인택시 기사.
- 류태준 : 최현욱 역

락 가수 출신의 음악 프로듀서. 음반 기획사 '현 컴퍼니' 대표
- 정수영 : 박애란 역

정임의 친구. 떡집 사장.

### 태호 인물
- 이태임 : 윤서영 역

방송국 아나운서. 태호와 함께 '결혼해주세요' 진행.
- 최승경 : 표진석 역

애란의 남편. 세 쌍둥이의 아빠.
- 민욱 : 학과장 역

서영의 아버지.
- 김동균 : 장동근 역

태호의 동료 교수

### 경훈 인물
- 한상진 : 한경훈 역
- 선우은숙 : 이영신 역

경훈의 어머니.
- 변정수 : 한경주 역

경훈의 누나.
- 강수한 : 한준 역

경훈의 아들.

### 다혜 인물
- 이다인 : 유다혜 역

강호의 아내. 둘째 며느리.
- 이휘향 : 송인선 역

다혜의 엄마. 김종대의 고향친구. 내과 의사.
- 선우재덕 : 송인표 역

송인선의 남동생. 다혜의 외삼촌.
- 박준면 : 용미홍 역

송인선 내과의 간호사.

### 그 외 인물
- 김진우 : 박 변호사 역 - 김연호의 결혼상대남
- 진선규 : 피디 역

### 특별출연
- 임시완 : 가수 준비생 (18회)

## 시청률
| 2010년 | 2010년    | 2010년         | 2010년       | 2010년         | 2010년       |
| 회차   | 방송일    | TNMS 시청률    | TNMS 시청률  | AGB 시청률     | AGB 시청률   |
| 회차   | 방송일    | 대한민국(전국) | 서울(수도권) | 대한민국(전국) | 서울(수도권) |
| ------ | --------- | -------------- | ------------ | -------------- | ------------ |
| 제1회  | 6월 19일  | 16.6%          | 16.8%        | 16.7%          | 17.6%        |
| 제2회  | 6월 20일  | 18.4%          | 18.7%        | 18.0%          | 18.2%        |
| 제3회  | 6월 26일  | 16.2%          | 15.8%        | 16.7%          | 16.4%        |
| 제4회  | 6월 27일  | 20.4%          | 20.2%        | 20.6%          | 19.9%        |
| 제5회  | 7월 3일   | 15.5%          | 15.1%        | 17.4%          | 17.7%        |
| 제6회  | 7월 4일   | 19.4%          | 19.2%        | 19.6%          | 19.4%        |
| 제7회  | 7월 10일  | 17.4%          | 16.5%        | 16.2%          | 15.5%        |
| 제8회  | 7월 11일  | 21.8%          | 21.1%        | 21.2%          | 20.9%        |
| 제9회  | 7월 17일  | 19.1%          | 19.4%        | 17.7%          | 19.5%        |
| 제10회 | 7월 18일  | 20.5%          | 20.1%        | 20.4%          | 21.1%        |
| 제11회 | 7월 24일  | 16.5%          | 15.2%        | 16.1%          | 16.5%        |
| 제12회 | 7월 25일  | 19.4%          | 18.9%        | 19.5%          | 19.0%        |
| 제13회 | 7월 31일  | 18.5%          | 18.5%        | 16.6%          | 17.5%        |
| 제14회 | 8월 1일   | 20.7%          | 20.2%        | 19.6%          | 20.8%        |
| 제15회 | 8월 7일   | 20.2%          | 20.1%        | 20.1%          | 21.0%        |
| 제16회 | 8월 8일   | 23.4%          | 23.2%        | 22.7%          | 24.3%        |
| 제17회 | 8월 14일  | 23.5%          | 23.6%        | 22.2%          | 23.9%        |
| 제18회 | 8월 15일  | 25.0%          | 24.5%        | 23.8%          | 25.4%        |
| 제19회 | 8월 21일  | 23.4%          | 24.1%        | 21.7%          | 23.2%        |
| 제20회 | 8월 22일  | 27.8%          | 28.2%        | 26.8%          | 28.2%        |
| 제21회 | 8월 28일  | 24.3%          | 24.0%        | 24.3%          | 26.2%        |
| 제22회 | 8월 29일  | 28.9%          | 29.4%        | 29.4%          | 31.2%        |
| 제23회 | 9월 4일   | 23.2%          | 22.9%        | 22.2%          | 24.0%        |
| 제24회 | 9월 5일   | 29.2%          | 28.9%        | 27.4%          | 28.5%        |
| 제25회 | 9월 11일  | 26.3%          | 25.8%        | 24.4%          | 25.9%        |
| 제26회 | 9월 12일  | 29.1%          | 28.5%        | 27.3%          | 27.8%        |
| 제27회 | 9월 18일  | 25.4%          | 24.8%        | 23.8%          | 24.8%        |
| 제28회 | 9월 19일  | 29.4%          | 29.6%        | 28.2%          | 29.0%        |
| 제29회 | 9월 25일  | 25.3%          | 25.1%        | 24.0%          | 25.0%        |
| 제30회 | 9월 26일  | 27.7%          | 27.4%        | 28.1%          | 28.5%        |
| 제31회 | 10월 2일  | 23.2%          | 22.8%        | 25.1%          | 25.1%        |
| 제32회 | 10월 3일  | 27.4%          | 26.8%        | 30.0%          | 30.0%        |
| 제33회 | 10월 9일  | 20.6%          | 20.3%        | 22.7%          | 22.6%        |
| 제34회 | 10월 10일 | 24.9%          | 24.6%        | 27.9%          | 27.7%        |
| 제35회 | 10월 16일 | 21.9%          | 21.6%        | 24.3%          | 25.9%        |
| 제36회 | 10월 17일 | 25.9%          | 25.7%        | 28.2%          | 29.1%        |
| 제37회 | 10월 23일 | 21.8%          | 22.7%        | 23.2%          | 25.0%        |
| 제38회 | 10월 24일 | 19.4%          | 19.2%        | 21.0%          | 21.9%        |
| 제39회 | 10월 30일 | 22.6%          | 22.8%        | 23.3%          | 24.1%        |
| 제40회 | 10월 31일 | 26.6%          | 26.5%        | 29.1%          | 29.9%        |
| 제41회 | 11월 6일  | 23.9%          | 24.0%        | 26.3%          | 27.7%        |
| 제42회 | 11월 7일  | 29.1%          | 29.3%        | 30.4%          | 32.4%        |
| 제43회 | 11월 13일 | 21.9%          | 22.3%        | 23.9%          | 24.5%        |
| 제44회 | 11월 14일 | 29.0%          | 28.3%        | 30.7%          | 31.8%        |
| 제45회 | 11월 20일 | 19.8%          | 18.5%        | 23.4%          | 23.1%        |
| 제46회 | 11월 21일 | 26.3%          | 25.9%        | 28.1%          | 29.5%        |
| 제47회 | 11월 27일 | 22.7%          | 22.6%        | 23.6%          | 24.3%        |
| 제48회 | 11월 28일 | 28.2%          | 28.3%        | 28.3%          | 28.5%        |
| 제49회 | 12월 4일  | 24.3%          | 24.0%        | 25.3%          | 25.7%        |
| 제50회 | 12월 5일  | 30.5%          | 30.3%        | 32.5%          | 32.8%        |
| 제51회 | 12월 11일 | 24.2%          | 24.8%        | 25.4%          | 25.2%        |
| 제52회 | 12월 12일 | 30.1%          | 30.0%        | 31.0%          | 31.9%        |
| 제53회 | 12월 18일 | 22.9%          | 22.8%        | 24.2%          | 24.5%        |
| 제54회 | 12월 19일 | 31.0%          | 30.2%        | 29.9%          | 30.2%        |
| 제55회 | 12월 25일 | 26.5%          | 26.5%        | 28.3%          | 29.4%        |
| 제56회 | 12월 26일 | 31.7%          | 31.4%        | 34.8%          | 35.5%        |

## 관련 이야기
- 결혼해주세요 방영 분량이 50부작에서 6회 연장되어 56부작으로 연장되었다.

- SBS 월화드라마 자이언트, 주말 특별기획 드라마 시크릿 가든, MBC 주말연속극 반짝반짝 빛나는과 함께 2011년 12월 열린 제 24회 한국방송작가상 드라마 부문(2010년 중후반기부터의 내용 위주) 후보에 올랐으나, 네 작품 모두 독창적 작품세계 구현, 우리 사회에 건강한 영향력을 끼치고 방송작가의 자긍심을 높인 부분에서 미흡하다는 이유로[3] 수상하지 못했다.

## 수상 경력
- 2010년 KBS 연기대상
  - 남자 우수상 : 이종혁
  - 여자 우수상 : 김지영

## 경쟁 프로그램
- MBC 주말연속극 민들레 가족 (2010년 1월 30일 ~ 2010년 7월 25일)
- MBC 주말연속극 글로리아 (2010년 7월 31일 ~ 2011년 1월 30일)
- SBS 주말극장 이웃집 웬수 (2010년 3월 13일 ~ 2010년 10월 31일)
- SBS 주말극장 웃어요, 엄마 (2010년 11월 6일 ~ 2011년 4월 24일)